# ムハンマド・タキー
ムハンマド・タキー Muhammad al-Taqi (アラビア語：امام محمد التقي‎  811年4月12日 – 835年11月29日)は、シーア派・12イマーム派（イスナー・アシュアリー）の第9代イマーム。名はムハンマド・イブン・アリー・イブン・ムーサー。ジャワード（豊穣なるもの）の名もある。

## 誕生と青年期
ムハンマド・タキーは811年、マディーナに生まれた。父は8代イマーム・アリー・リダー、母はヌビア人の奴隷ハイズラーン。父が没したときムハンマド・タキーはわずか8歳で、イマーム職の継承を不安視する者もあった。しかしアッバース朝カリフ・マアムーンの庇護によって地位を保った。マアムーンの援助は若いイマームにとって貴重なものであり、マアムーンに従ってムハンマド・タキーはバグダードに住んだ。さらにマアムーンの娘ウンム・アル＝ファドルと結婚している。

## イマームの知識の継承
十二イマーム派シーア派の見解では、諸イマームはあらゆるイスラーム法学的諸事項について判断を下すことができ、かつその判断は常に法的に正しいものとされる。その源泉となるイマームのもつ「知識」があるイマームからあるイマームへの継承される際、どの時、どのような方法によって継承されるのかについては、若干の意見の相違が見られる。ムハンマド・タキーは幼少にしてイマームに立ったが、先代イマームの死去の瞬間に知識が移動したとして、奇蹟的あり方が強調される。これについてシーア派の著作では、イエスが幼少にしてその使命を与えられたとのクルアーンの記述に言及し、幼少時においても驚異的知識を保持しうるという主張を支持している 。
ムハンマド・タキーはバグダードに住むあいだ、その若さに比しての驚異的な量のイスラーム的知識で有名となった。これについてはバグダード在の著名なウラマーとの公開討論で、その知識を証明したことなどが挙げられる。
イマーム・ムハンマド・タキー（彼の上に平安あれ）がこう言った。
「アッラーを信頼する者は喜びを見る。かれを確信する者は、私事を満足させるだろう」
「誰かに結婚を勧められ、相手の信仰と誠実さを確信したなら、その相手と結婚しなさい」 

## アッバース朝下で
8年間のバグダード生活ののち、ムハンマド・タキーとその妻はマディーナへと戻った。当地では、ムハンマド・タキーと妻の関係は緊張し、さらに833年のマアムーンの死去でムハンマド・タキーの運命は暗転した。義父マアムーンを襲ってカリフ職についたのは、マアムーンの義理の弟ムウタスィムであった。ムハンマド・タキーはその庇護者を失い、さらにムウタスィムのムハンマド・タキーへの悪感情も手伝って、アッバース朝との関係は悪化した。
835年、ムウタスィムはムハンマド・タキーのバグダードへの召還を命じた。これはバグダードの豪奢な宮廷生活でムハンマド・タキーが身を持ち崩すことをムゥタスィムが望んだためである。ムハンマド・タキーは、マディーナに息子アリー・ハーディーとその母を残してバグダードへと赴いた。バグダードにさらに一年間滞在することとなったが、ムハンマド・タキーはムウタスィムが期待したような影響は受けず、むしろ著名な学者として、また論者として人気を博すことになる。

## 死没
ムハンマド・タキーは835年11月27日に急逝した。当時、シーア派の多くの者はこれをムウタスィムに教唆された妻ウンム・アル＝ファドルによるものであると考えた。遺骸はバグダードのクライシュ族の墓地に、祖父ムーサー・カーズィムに並んで葬られた。当地は現在の聖地カーズィマインである。

## 註
1. ↑  Muhammad ibn Yaqub Kulayni, al-Kafi, Vol. I (usul), p.225, No. I Maktabat as-Saduq, Tehran 1961. （クライニー『カーフィーの書』）
2. ↑  『クルアーン』食卓章第110節(5:110)
3. ↑   『ビハール・アル＝アンワール』78巻、79頁。
4. ↑   『アル＝カーフィー』5巻、347頁。『マンラー・ヤフドゥル・アル＝ファギーフ』3巻、393頁。『アル＝タフシーブ』7巻、394頁。
5. ↑  Sheikh Muhammad ibn Nu'man al-Mufid, Kitab al-Irshad, p.308, al-Haydari Press, Najaf 1963